# Leptogenys papuana
Leptogenys papuana är en myrart som beskrevs av Carlo Emery 1897. Leptogenys papuana ingår i släktet Leptogenys och familjen myror. Inga underarter finns listade i Catalogue of Life.